# Fryderyk Getkant

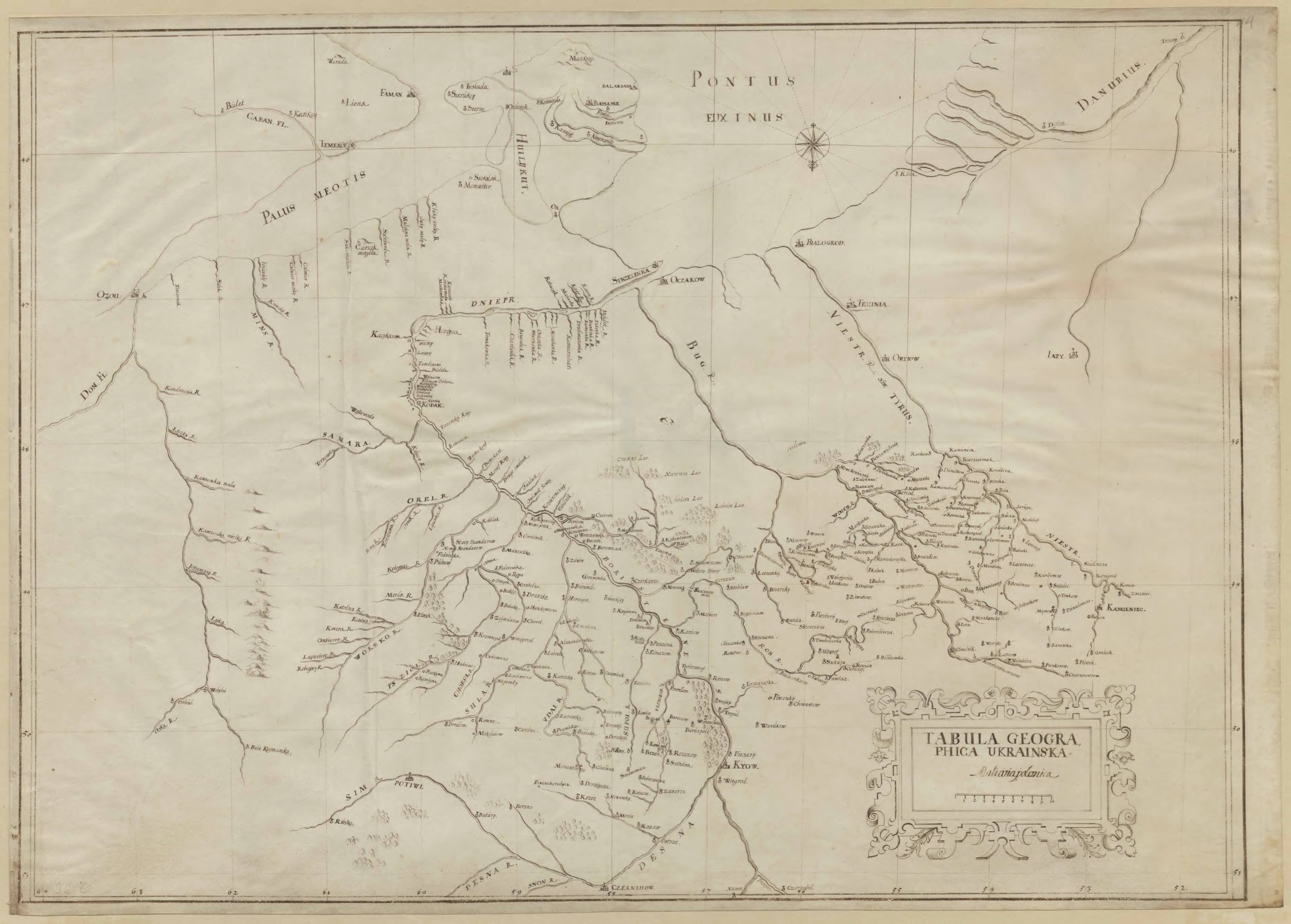
Mapa Ukrainy

Fryderyk Getkant (łac. Fridericus Getkant) (ur. ? w Nadrenii, zm. 1666 we Lwowie) – artylerzysta, inżynier wojskowy, kartograf, cejgmistrz, od 1660 roku pułkownik polskiej artylerii. 
W 1625 roku wykonał plan umocnień Pilawy (Bałtyjsk), który zaktualizował w 1626 r. po zajęciu jej przez Szwedów. Wymieniony w 1634 roku przy przygotowaniach do wojny ze Szwecją, gdy wykonał plan okolic Pucka i Tczewa. Autor m.in. mapy Zatoki Puckiej z 1637 roku z fortyfikacjami Władysławowo i Kazimierzowo. 
Zaprojektował twierdzę Kudak nad Dnieprem i wykonał jej plany.
Brał udział po polskiej stronie w bitwie pod Beresteczkiem w 1651 r. 
W 1655 roku po oblężeniu Krakowa przeszedł na stronę szwedzką i uczestniczył w oblężeniu Jasnej Góry, jednak już w 1658 kierował wojskami polskimi przy oblężeniu Torunia. 
W 1663 nagrodzony za zasługi dochodami z przewozu wiślanego pod Warszawą oraz 6 łanami koło Malborka.

## Dzieła
- Topographia practica conscripta et recognita per Fridericum Getkant, mechanicum z 1638 roku (obecnie w Krigsarkivet(inne języki) w Sztokholmie)